# Matrānlū
Matrānlū (persiska: Maţarānlū, مترانلو) är en ort i Iran.   Den ligger i provinsen Nordkhorasan, i den nordöstra delen av landet, 500 km öster om huvudstaden Teheran. Matrānlū ligger 1 211 meter över havet och antalet invånare är 191.
Terrängen runt Matrānlū är kuperad åt sydväst, men åt nordost är den platt.Runt Matrānlū är det ganska glesbefolkat, med 27 invånare per kvadratkilometer. Närmaste större samhälle är Bojnourd, 9,9 km nordost om Matrānlū. Omgivningarna runt Matrānlū är i huvudsak ett öppet busklandskap.